# Bijproduct
Een bijproduct is een product dat onbedoeld ontstaat in een productieproces, doch dat een positieve waarde heeft of in ieder geval een nuttige toepassing kent. Vaak kunnen afvalstromen, die ook wel restproduct genoemd worden, met enige inventiviteit ingezet worden voor een nuttig doel.

## Voorbeelden van bijproducten

### Bio-industrie
Klassieke voorbeelden van bijproducten vindt men in de landbouw en de voedingsmiddelenindustrie, waarbij ongeveer alles gebruikt kan worden.
- Zo kan men in een varkensslachterij niet alleen het vlees gebruiken, maar ook het vet, de darmen, de botten, de haren, het bloed, de huid enzovoorts. Zelfs het overblijvende slachtafval wordt nog verwerkt tot diermeel, dat als veevoeder of meststof kan worden ingezet.
- Op basis van wei, een bijproduct bij de kaasbereiding, is zelfs een hele industrietak verrezen, daar waar het vroeger werd weggegooid.
- In de bietsuikerindustrie wordt bietenpulp, schuimaarde en melasse geproduceerd als bijproduct. Deze worden respectievelijk ingezet als veevoeder, meststof, en grondstof voor de alcoholfabricage.

### Chemische industrie
Ook in de procesindustrie worden vele bijproducten geproduceerd. Het bekendste voorbeeld is de raffinage van ruwe aardolie door destillatie. Hoewel het hoofdproduct uit brandstoffen zoals benzine en dieselolie bestaat, komt tevens een groot aantal bijproducten vrij zoals propaan, nafta, en bitumen. Deze vinden elk, al dan niet na verdere bewerkingsstappen, een nuttige toepassing.
Hetzelfde zien we in de ijzer- en staalindustrie, waar naast ijzer en staal ook bijproducten ontstaan zoals gassen, afgewerkte stoom, en hoogovenslakken. Deze vinden een toepassing in respectievelijk de energievoorziening, de papierindustrie en de cement- en kunstmestindustrie.

### Synthetisch laboratorium
In de synthetische chemie worden alle, naast het gewenste reactieproduct, niet bedoelde producten als bijproduct aangeduid. De reacties die daarbij betrokken zijn worden aangeduid als zijreacties. Hoewel er voor de betreffende producten in het laboratorium geen verdere toepassing is (te kleine schaal), geven ze wel vaak inzicht in het reactiemechanisme of bieden perspectief wanneer de reactie op industriële schaal toegepast gaat worden.